# صناعة ألعاب الفيديو
صناعة ألعاب الفيديو (بالإنجليزية: Video game industry)‏ (و التي تعرف بـ الترفيه التفاعلي) هي القطاع الاقتصادي المشارك في تطوير، تسويق وبيع ألعاب الفيديو.
وهي تشمل عشرات من التخصصات وتوظف الآلاف من الناس حول العالم.
خلال السنوات الأخيرة، تمددت صناعة ألعاب الفيديو من أسواقها الخاصة لتدخل في الأسواق العامة. وبحلول العام 2018، أنتجت ألعاب الفيديو مبيعاتٍ بلغت 134,9 مليار دولار أمريكي سنويًا على مستوى العالم. في الولايات المتحدة الأمريكية وحدها، حصدت صناعة ألعاب الفيديو ما يقارب الـ9,7 مليار دولار في العام 2007، و11,7 مليار دولار في العام 2008، و25,1 مليار دولار في العام 2010، وذلك وفقًا لما أورده التقرير السنوي لمنظمة برمجيات الترفيه.
يعود الفضل إلى صناعة الألعاب لوجود العديد من التطورات والابتكارات في أجهزة الكمبيوتر الشخصية الحديثة، ومن ذلك: بطاقات الصوت، وبطاقات الرسوميات، ووحدات معالجة الرسوميات، ووحدات المعالجة المركزية الأسرع، والمعالجات المساعدة المتخصصة مثل فيزيكس، وهي مجرد أمثلة عن التحسينات الحاصلة الملحوظة. وعلى سبيل المثال كذلك، طُوّرت بطاقات الصوت في الأساس بهدف إضافة جودة رقمية لأصوات الألعاب، وبعد ذلك أُدخلت تحسنيات عليها لتُستخدم في صناعة الموسيقا. وفي الأصل طوّرت بطاقات الرسوميات لتوفير المزيد من ألوان الشاشة؛ وبعد ذلك استُخدمت لدعم واجهات المستخدم الرسومية والألعاب. وخلق ذلك الحاجة إلى دقة أعلى وتسارع ثلاثي الأبعاد.

## نبذة حول الصناعة

### الحجم
في العام 2017 في الولايات المتحدة، والتي تشكّل ثلث سوق ألعاب الفيديو العالمي تقريبًا، قدّرت منظمة برمجيات الترفيه أنه يوجد ما يزيد عن 2,300 شركة برمجيات وأكثر من 525 شركة نشر (بما في ذلك تلك التي تُسهم في صناعة الأجهزة والبرمجيات، ومزودي الخدمات، والموزعين). إجمالًا توظف تلك الشركات 66,000 عامل فيها. وعند النظر إلى التوظيف غير المباشر، كما في حالة المبرمجين الذين يستخدمون خدمات حزمة تصميم الرسوميات من شركة مختلفة، يرتفع العدد الإجمالي للموظفين المنخرطين في صناعة ألعاب الفيديو إلى أكثر من 220,000 عامل.

### سلسلة القيمة
من ناحية تقليدية، لصناعة ألعاب الفيديو ستّ مستويات متصلة في سلسلة القيمة الخاصة بها، قائمة على حجم بيع الألعاب بالتجزئة:
1. تطوير ألعاب الفيديو، ممثّلة بالمبرمجين، والمصممين، وفناني الألعاب، ورؤسائهم، والدعم من البرمجيات الوسيطة وأدوات التطوير الأخرى.
2. النشر، والذي عادةً ما يشمل مصدر تمويل تطوير لعبة الفيديو وتوفير التسويق والإعلان للعبة.
3. التوزيع، سواءً كان عن طريق البيع التجزئة أو القنوات الرقمية. وعادةً ما يتضمن التوزيع عمليات تصنيع ونسخ وسائط الألعاب، وتغليف الألعاب المُباعة بالتجزئة.
4. بائعو التجزئة، واجهات المخازن التي تُباع اللعبة فيها.
5. العملاء والمستهلكون، والمشترون واللاعبون لألعاب الفيديو.
6. الشركات المصنعة للأجهزة/المنصات، والتي يحق لها امتلاك المحتوى ووضع قيود عليه في المنصة التي صمموها، وهو ما يتطلب من المطورين أو الناشرين دفع رسوم الترخيص لنشر الألعاب على تلك المنصات.

مع تحوّل الألعاب من أسواق البيع بالتجزئة إلى الأسواق الأكثر رقمية، انتفت الحاجة إلى بعض عناصر سلسلة القيمة المذكورة أعلاه. فعلى سبيل المثال، قد تصبح وظيفة الموزع زائدة عن الحاجة لكونها أصبحت ضمن مهام الناشر أو بائع التجزئة؛ وأحيانًا، كما في حالة الألعاب المستقلة، تصبح ضمن مهام المطور نفسه.

### الأدوار
يذكر بن سوير الموظف في شركة ديجيتال ميل أن الجانب المتعلق بالتطوير في صناعة ألعاب الفيديو يتألف من ست مستويات متصلة وفريدة:
1. مستوى رأس المال والنشر: يشارك في التمويل بهدف تطوير الألعاب الجديدة ويسعى لتحقيق العائدات من منح تراخيص الألعاب.
2. مستوى المنتَج والمواهب: يضمّ المطورين والمصممين، والفنانين، الذين قد يعملون بموجب عقود فردية أو ضمن فرق التطوير الداخلية.
3. مستوى الإنتاج والأدوات: ينشئ أدوات إنتاج المحتوى والبرمجيات الوسيطة لتطوير الألعاب ومحركات ثلاثية الأبعاد، وأدوات إدارة الإنتاج.
4. مستوى التوزيع: أو ما يُسمى صناعة «النشر»، والتي تُسهم في إنشاء وتسويق فهارس الألعاب للبيع بالتجزئة والتوزيع عبر الإنترنت.
5. مستوى الأجهزة (أو الجهاز الظاهري أو منصة البرمجيات): أو مزوّدو المنصة الأساسية، والذي قد يقوم على وحدة التحكم، أو يمكن الوصول إليه من خلال وسائط الإنترنت، أو عبر الأجهزة المحمولة مثل الهواتف الذكية. يشمل هذا المستوى البنية التحتية للشبكة والمنصات غير المادية مثل البرامج الافتراضية (جافا أو فلاش)، أو منصات برامج المتصفحات أو حتى فيس بوك، وغيرها.
6. مستوى المستخدمين العاديين: أو مستخدمي/لاعبي الألعاب.[5]

توظف صناعة ألعاب الفيديو أشخاصًا يتمتعون بالخبرة في الأعمال التقليدية الأخرى، ولكن يحظى البعض بخبرة مكرّسة خصيصًا لصناعة الألعاب. تتضمن بعض التخصصات المنضوية ضمن صناعة الألعاب ما يلي: مبرمج الألعاب، ومصمّم الألعاب، ومصمم مستوى اللعبة، ومنتج ألعاب الفيديو، وفنان الألعاب، وفاحص الألعاب. يوظِّف مطورو وناشرو ألعاب الفيديو معظم هؤلاء المحترفين. ومع هذا، يُنتج العديد من الهواة كذلك ألعاب الكمبيوتر ويبيعونها تجاريًا. وأحيانًا يوظّف مطورو وناشرو ألعاب الفيديو أولئك الذين يتمتعون بخبرة واسعة أو طويلة من أوساط مود ألعاب الفيديو.

## تاريخ
بدأت صناعة ألعاب الفيديو عام 1952 عندما قام «توماس جولد سميث» (بالإنجليزية:Thomas T. Goldsmith) وزميله في العمل «إستل راي مان» (بالإنجليزية: Estle Ray Mann)‏ وهما مبرمجيان في إحدى شركات صناعة المعالجات الحاسوبية لصالح الحكومة الأمريكية قاما بصناعة أول لعبة فيديو باستخدام معالج ضخم كان يسمى «نيمرود» (بالإنجليزية: Nimrod)‏ يقوم بعمليات حسابية معقدة، فنجحا في صناعة لعبة كرة مضرب غاية في البدائية ليتسلوا بها أثناء أوقات الفراغ في العمل.

### من الأربعينيات حتى الستينيات من القرن العشرين
قبل سبعينيات القرن العشرين، لم يكن ثمة جانب تجاري ذي أهمية لصناعة ألعاب الفيديو، ولكن مهدت العديد من القفزات في مجال الحوسبة الطريقَ لانطلاق تلك الصناعة.
استُخدمت العديد من أجهزة الألعاب التفاعلية القائمة على الكمبيوتر والمتاحة للعامة أو آليات أخرى لتقليد العرض؛ على الرغم من أنها لم تكن «ألعاب فيديو» من الناحية التقنية، فقد احتوت على عناصر التفاعل بين اللاعب والجهاز. من بعض الأمثلة على ذلك من العام 1940 "نيماترون"، والذي كان جهاز لعب قائم على التتابع الكهرومغناطيسي صممه إدوارد كوندون وصنعته شركة ويستينغ هاوس إلكتريك لصالح معرض نيويورك العالمي؛ ولعبة بيرتي ذا برين، والتي كانت سلسلة من لعبة إكس أو، صممها جوزيف كيتس للمعرض الوطني الكندي للعام 1950، ولعبة نمرود التي صممتها شركة الهندسة فيرانتي لمهرجان بريطانيا في العم 1951.
أدى تطوير أنبوب الأشعة المهبطية –وهي التقنية الأساسية لعمل أجهزة التلفزيون– إلى تصميم العديد من أولى ألعاب الفيديو الفعلية. ففي العام 1947، تقدم كل توماس تي غولدسميث جونيور وإيستل ريه مان للحصول على براءة اختراع لـ«جهاز تسلية بأنبوب الأشعة المهبطية». تتألف لعبتهم من تحدٍّ يطلب من اللاعبين الإطلاق بمسدس على هدف، وتستخدم أنبوب الأشعة المهبطية المتصل بشاشة عرض راسمة الذبذبات.
بين الخمسينيات والستينيات من القرن الماضي، ونظرًا لتوفر أجهزة الحواسب المركزية في الحرم الجامعي للكليات، بدأ الطلاب وغيرهم في تطوير الألعاب التي يمكن لعبها على الأجهزة الطرفية المتصلة بالكمبيوتر الرئيسي. وأحد أولى وأشهر الأمثلة على ذلك هو لعبة سبيسوور!، التي طورها الموظفون في هارفارد ومعهد ماساتشوستس للتكنولوجيا، مارتين غرايتس، وستيف راسل، ووين ويتانين. وأتاح استخدام لغات سهلة البرمجة مثل بيسك المجالَ لتطوير ألعاب أكثر بساطة.
انبثقت صناعة ألعاب الصالات من صناعة ألعاب الصالات الموجودة مسبقًا، والتي كانت تهيمن عليها سابقًا الألعاب الكهروميكانيكية. بعد وصول لعبة بيريسكوب (1966) التي صممتها شركة سيجا، كانت صناعة ألعاب الصالات تشهد «نهضة تقنية» تدفعها الألعاب الكهروميكانيكة «السمعية والبصرية» المبتكرة، وهو ما أدى إلى اتخاذ الأروقة كبيئة صحية لإدخال ألعاب الفيديو التجارية في أوائل عقد السبعينيات. في أواخر الستينيات من القرن الماضي، عمل طالب جامعي اسمه نولان بوشنيل بدوام جزئي في صالة ألعاب، حيث اكتسب دراية بالألعاب الكهروميكانيكية كلعبة فيديو السباقات سبيدواي (1969) من شركة شيكاغو كوين، حيث كان يراقب الزبائن خلال لعبهم، ويساعد في الحفاظ على الآلات وفي نفس الوقت يتعلم كيفية عملها وينمّي فهمه لكيفية عمل تجارة ألعاب الفيديو.

### الجيل السابع
راجع : الجيل السابع من أنظمة ألعاب الفيديو

الجيل السابع من تاريخ الألعاب الفيديو، أولاً يرتكز على أنظمة الألعاب التي أطلقت منذ 2004 من قبل شركات نينتندو، ومايكروسوفت، وسوني.
حسب الأجهزة الأساسية، الجيل السابع بدء منذ 22 نوفمبر، 2005 مع إطلاق الإكس بوكس 360 من مايكروسوفت ويتبع مع إطلاق البلاي‌ستيشن 3 من سوني في 11 نوفمبر، 2006 وإطلاق الوي من نينتندو في 19 نوفمبر، 2006. كل من الأجهزة الجديدة قد عرض نوع جديد من التكنولوجيا المبتكرة. مثلاً الإكس بوكس 360 والبلاي‌ستيشن 3 عرضوا رسومات فائق الجودة، عندما الوي ركز على دمج أجهاز التحكم مع أجهزة استشعار الحركة بدل استعمال عصا التحكم التقليدي (إن البلاي‌ستيشن 3 أيضاً يستخدم حساسية الحركة، ولكن بدرجة أقل). الأنظمة الثلاث كلها لديها أجهازة تحكم لاسلكي، مع أن الإكس بوكس 360 أيضاً لديه أجهازة تحكم مسلك. بإمكان شحن جهاز تحكم البلاي‌ستيشن 3 وجهاز تحكم الإكس بوكس 360 اللاسلكي (إذا استخدم مع بطاريات قابلة لإعادة الشحن) من قبل كابل اليو‌إس‌بي.